# Pommeau (boisson)
Pour les articles homonymes, voir pommeau.
Le pommeau est un alcool apéritif de type mistelle obtenu par l’assemblage de jus de pommes non fermenté et d'eau-de-vie.

## Présentation
On obtient le pommeau en mélangeant environ deux tiers de moût de pommes (jus non fermenté) et un tiers d'eau-de-vie de cidre de 2 ans ou plus. L’alcool contenu dans l'eau de vie empêche la fermentation du jus, donnant ainsi un alcool plus sucré. Le pommeau acquiert ensuite sa couleur ambrée et son arôme au contact du bois du tonneau où il vieillit durant une période comprise entre 14 et 21 mois,.
En 2019, les pommeaux de Bretagne, du Maine et de la Normandie sont classés dans la rubrique des « autres boissons spiritueuses » par l'Union Européenne.

## Pommeau de Bretagne

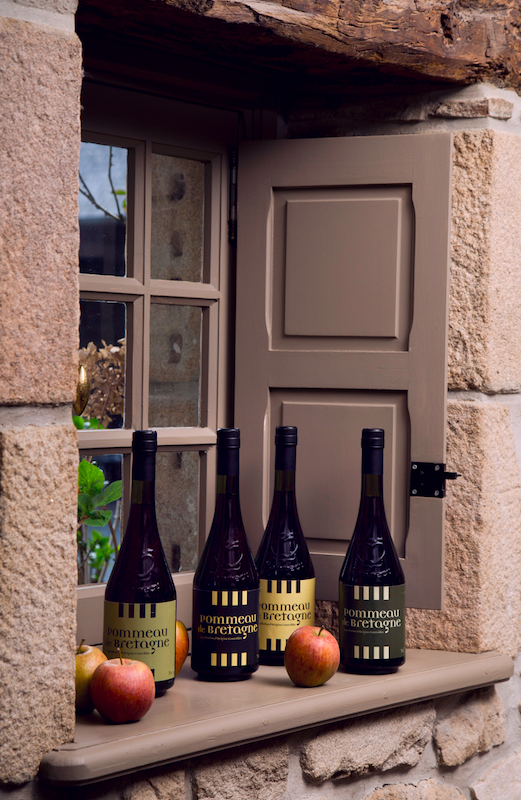
Bouteilles de Pommeau de Bretagne AOC.

Le Pommeau de Bretagne est protégé par une Appellation d'Origine Contrôlée (AOC) depuis le 31 mai 1997. La dernière révision du cahier des charges de l'appellation est promulguée par le décret n°2014-1643 du 26 décembre 2014.
L'aire géographique couverte par l'appellation Pommeau de Bretagne compte 372 communes réparties sur les départements des Côtes-d'Armor (22), du Finistère (29), d’Ille-et-Vilaine (35), Loire-Atlantique (44) et du Morbihan (56) et essentiellement concentrées sur les littoraux sud et nord de la Bretagne et une partie du Pays de Rennes.
Issu d'une pratique domestique agricole ancienne commune aux régions cidricoles de l'Ouest de la France, le Pommeau de Bretagne est un alcool issu de l'assemblage (aussi appelé mutage) d'un jus de pomme à cidre fraîchement pressé avec une eau-de-vie de cidre (lambig en breton).

## Pommeau du Maine

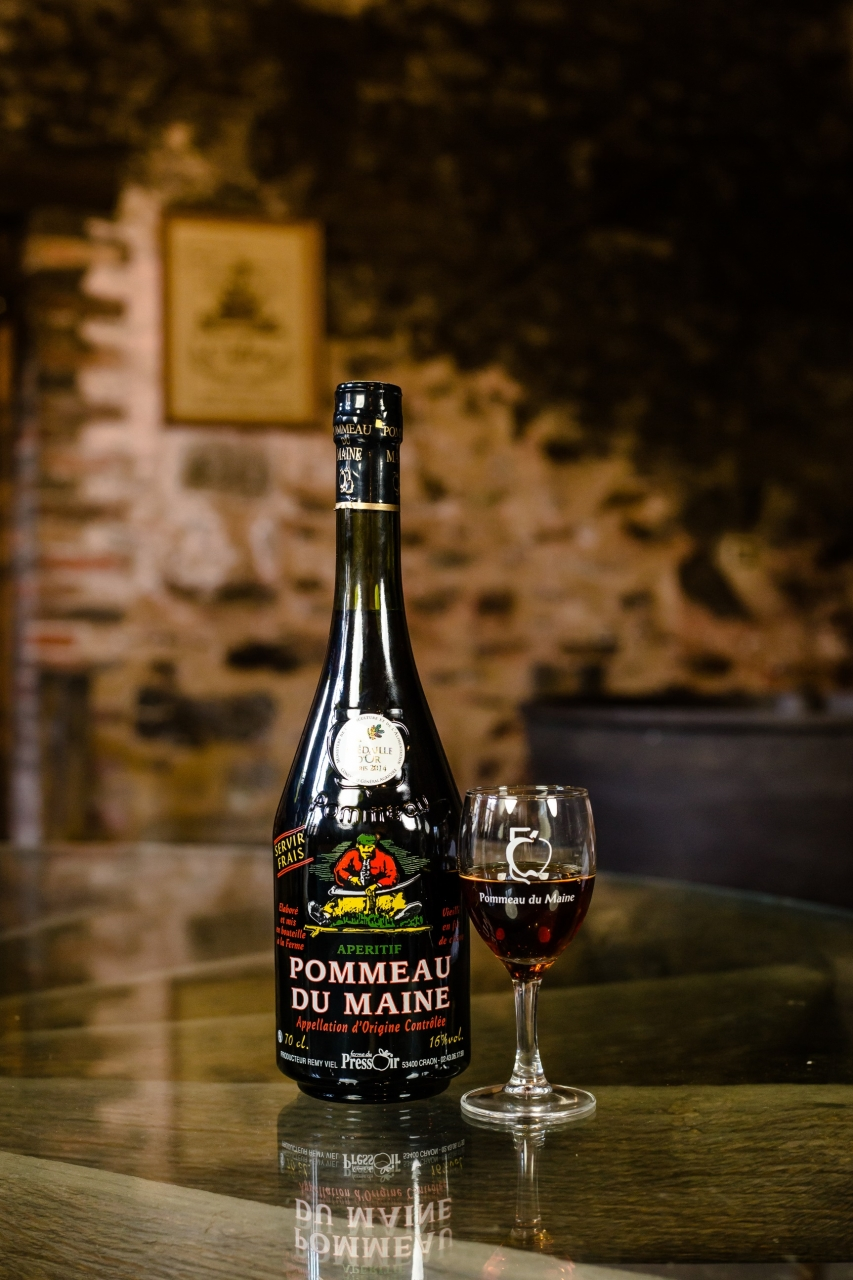
Pommeau du Maine.

Le Pommeau du Maine, élaboré avec du cidre et de la fine du Maine, est protégé par une Appellation d'Origine Contrôlée (AOC) depuis le 29 octobre 2009. La dernière révision du cahier des charges de l'appellation est promulguée par le décret n°2014-1643 du 26 décembre 2014.
L'aire géographique concernée couvre 141 communes, situées majoritairement dans la moitié sud du département de la Mayenne ainsi qu'à la frange nord du Maine-et-Loire. Si l'appellation se réfère à l'ancienne province du Maine (qui couvrait approximativement la Sarthe et les trois-quarts de la Mayenne), le périmètre couvre donc aussi une partie de l'Anjou (communes de la Mayenne angevine et du Maine-et-Loire).
L'aire du pommeau du Maine se situe sur les terrains du massif armoricain, dans des régions où la viticulture a dominé jusqu'au Moyen Âge. Par la suite, les disettes fréquentes à la fin de la période médiévale entraînent l'arrachage de vignes au profit des céréales, qui sont désormais réservés au pain, ce qui entraîne à la fois le déclin du vin et de la cervoise. Au XVe siècle, les vergers de pommiers, qui sont présents depuis l'époque romaine au moins, sont améliorés avec des variétés provenant d'Espagne, et la consommation de cidre se généralise. La distillation se propage à partir du XVIIe siècle. Le produit du mutage du cidre par de l'eau-de-vie est historiquement appelé « pinot » dans le Maine. Élaboré dans les fermes pour une consommation confidentielle, sa commercialisation au XXe siècle a été empêchée par l'interdiction de vendre des apéritifs à base de cidre. Il n'a pu être commercialisé qu'à partir de 1986, quand la valeur traditionnelle du pommeau du Maine est reconnue.

## Pommeau de Normandie

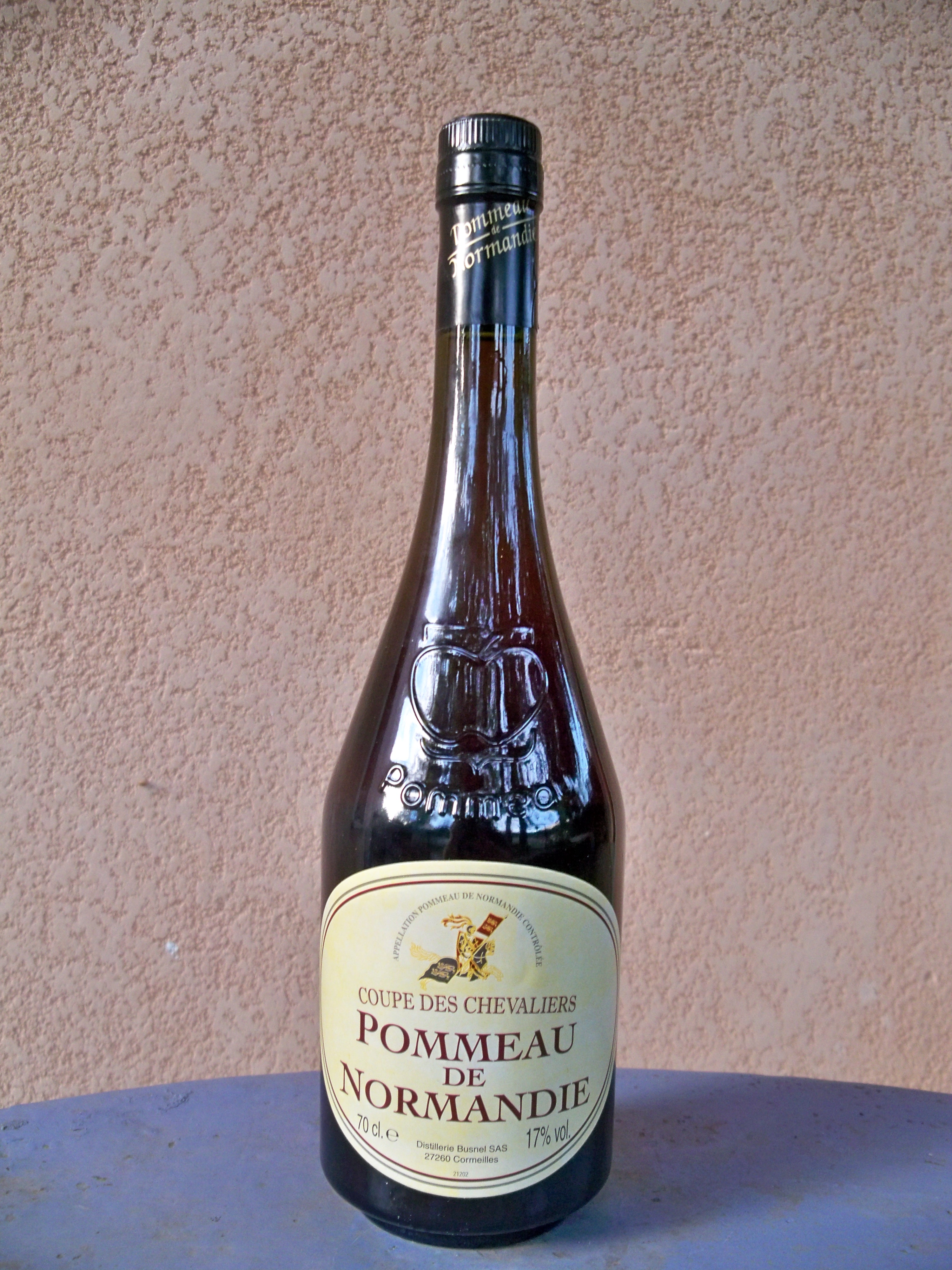
Pommeau de Normandie.

Les origines du pommeau de Normandie sont aussi obscures que lointaines. Bien que sa fabrication était courante dans les fermes, sa commercialisation est quant à elle arrivée récemment. C'est en 1946 qu'un groupe de producteurs normands chercha à vendre un « cidre de liqueur » mais sans succès en raison d'un décret de 1935 interdisant la vente d'apéritifs à base de cidre. Les années 1940 voient se développer une nouvelle production nommée « Pineau normand », inspirée du Pineau des Charentes, mais dont la commercialisation reste illicite jusqu’en 1981. Les producteurs normands obtiennent alors en 1986 sa reconnaissance légale, puis son appellation d'origine contrôlée (AOC) en 1991,.
Pour obtenir cette appellation, les pommes à cidre doivent provenir de l'aire géographique d'une partie des départements du Calvados, de l’Eure, de la Manche, de la Mayenne, de l’Oise, de l’Orne, de la Sarthe et de la Seine-Maritime, avec au moins 70 % de variétés dites amères ou douces-amères et que le mutage soit effectué avec du « calvados », « Calvados Pays d’Auge » ou « Calvados Domfrontais ». Le mélange doit ensuite vieillir 14 mois en fûts de chêne.